# Colom guatlla safir
El colom guatlla safir (Geotrygon saphirina) és una espècie d'ocell de la família dels colúmbids (Columbidae) que habita la selva humida des de l'est de l'Equador, pel nord del Perú fins a la zona limítrofa del Brasil, i al sud-est de Perú.